# Anghel Iordănescu
Anghel Iordănescu (Bukarest, 1950. május 4. –) válogatott román labdarúgó, csatár, edző. Az 1981–82-es idény román bajnoki gólkirálya. A román válogatott szövetségi kapitánya (1993–1998, 2002–2004, 2014–2016).

## Pályafutása

### Klubcsapatban
1968 és 1982 között a Steaua București labdarúgója volt, ahol két román bajnoki címet és öt kupagyőzelmet ért el. Az 1981–82-es idényben 20 góllal román bajnoki gólkirály lett. 1982 és 1984 között a görög ÓFI Kréta játékosa volt. 1986-ban a Steaua București csapatában fejezte be az aktív játékot a BEK-győztes csapat tagjaként.

### A válogatottban
1971 és 1981 között 57 alkalommal szerepelt a román válogatottban és 21 gólt szerzett.

### Edzőként
1984 és 1986 között a Steaua București másodedzőjeként, majd 1986 és 1990 között a vezetőedzőjeként tevékenykedett. Ebben az időszakban négy román bajnoki címet és két kupagyőzelmet ért el a csapattal. Az 1988–89-es idényben ismét BEK-döntős volt az együttessel, de az AC Milantól 4–0-s verseséget szenvedtek. 1992–1993-ban ismét a Steaua szakmai munkáját irányította.
Három időszakban volt a román válogatott szövetségi kapitánya: 1993–1998, 2002–2004, 2014–2016 között. Két-két világbajnokságon (1994, 1998) és Európa-bajnokságon (1996, 2016) vett részt a csapattal.
1990 és 1992 között a ciprusi Anórthoszi Ammohósztu, 1999–00-ben a szaúd-arábiai Ál-Hilál, 2000-ben a Rapid București, 2001-02-ben az arab emírségbeli Al Ain, 2005–06-ban a szaúd-arábiai ál-Ittihád, 2006-ban ismét az Al Ain vezetőedzője volt. Az Ál-Hilál csapatával 2000-ben, az ál-Ittihád együttesével 2005-ben AFC-bajnokok ligája-győztes volt.
1998–99-ben a görög válogatott szövetségi kapitányaként dolgozott.

## Sikerei, díjai

### Játékosként
Steaua București
- Román bajnokság
  - bajnok (2): 1975–76, 1977–78
  - gólkirály: 1981–82 (20 gól)
- Román kupa
  - győztes (5): 1969, 1970, 1971, 1976, 1979
- Bajnokcsapatok Európa-kupája (BEK)
  - győztes: 1985–86

### Edzőként
Steaua București
- Román bajnokság
  - bajnok (4): 1986–87, 1987–88, 1988–89, 1992–93
- Román kupa
  - győztes (2): 1987, 1989
- Bajnokcsapatok Európa-kupája (BEK)
  - döntős: 1988–89
- UEFA-szuperkupa
  - győztes: 1986
- Interkontinentális kupa
  - döntős: 1986

 Ál-Hilál
- Szaúd-arábiai kupa
  - győztes: 2000
- AFC-bajnokok ligája
  - győztes: 1999–00
- GCC-bajnokok ligája
  - döntős: 2000

 Al Ai
- UAE President’s Cup
  - győztes: 2001

 ál-Ittihád
- AFC-bajnokok ligája
  - győztes: 2005
- Arab Club Champions Cup
  - győztes: 2005

## Statisztika

### Mérkőzései a román válogatottban
| Románia | Románia              | Románia                               | Románia       | Románia  | Románia       | Románia      | Románia | Románia                           |
| #       | Dátum                | Helyszín                              | Hazai         | Eredmény | Vendég        | Kiírás       | Gólok   | Esemény                           |
| ------- | -------------------- | ------------------------------------- | ------------- | -------- | ------------- | ------------ | ------- | --------------------------------- |
| 1.      | 1971. szeptember 22. | Helsinki, Olimpiai Stadion            | Finnország    | 0 – 4    | Románia       | Eb-selejtező | 1       | 25' 46'                           |
| 2.      | 1971. november 14.   | Bukarest, Augusztus 23. Stadion       | Románia       | 2 – 1    | Csehszlovákia | Eb-selejtező | -       |                                   |
| 3.      | 1971. november 24.   | Bukarest, Augusztus 23. Stadion       | Románia       | 2 – 0    | Wales         | Eb-selejtező | -       |                                   |
| 4.      | 1972. április 8.     | Bukarest, Augusztus 23. Stadion       | Románia       | 2 – 0    | Franciaország | barátságos   | 1       | 16'                               |
| 5.      | 1972. április 29.    | Budapest, Népstadion                  | Magyarország  | 1 – 1    | Románia       | Eb-selejtező | -       |                                   |
| 6.      | 1972. május 14.      | Bukarest                              | Románia       | 2 – 2    | Magyarország  | Eb-selejtező | -       | 66'                               |
| 7.      | 1972. június 17.     | Bukarest, Augusztus 23. Stadion       | Románia       | 3 – 3    | Olaszország   | barátságos   | -       | 46'                               |
| 8.      | 1972. szeptember 20. | Helsinki, Olimpiai Stadion            | Finnország    | 1 – 1    | Románia       | vb-selejtező | -       | 46'                               |
| 9.      | 1972. október 29.    | Bukarest, Augusztus 23. Stadion       | Románia       | 2 – 0    | Albánia       | vb-selejtező | -       | 69'                               |
| 10.     | 1973. május 6.       | Tirana, Qemal Stafa Stadion           | Albánia       | 1 – 4    | Románia       | vb-selejtező | -       |                                   |
| 11.     | 1973. szeptember 26. | Lipcse, Zentralstadion                | NDK           | 2 – 0    | Románia       | vb-selejtező | -       |                                   |
| 12.     | 1974. március 23.    | Párizs, Parc des Princes              | Franciaország | 1 – 0    | Románia       | barátságos   | -       |                                   |
| 13.     | 1974. április 17.    | São Paulo, Morumbi Stadion            | Brazília      | 2 – 0    | Románia       | barátságos   | -       | 72'                               |
| 14.     | 1974. április 22.    | Buenos Aires, Estádio José Amalfitani | Argentína     | 2 – 1    | Románia       | barátságos   | -       | 77'                               |
| 15.     | 1974. május 29.      | Bukarest, Augusztus 23. Stadion       | Románia       | 3 – 1    | Görögország   | Balkán-kupa  | 2       | 2' 32'                            |
| 16.     | 1974. június 5.      | Rotterdam, Feijenoord Stadion         | Hollandia     | 0 – 0    | Románia       | barátságos   | -       |                                   |
| 17.     | 1974. szeptember 25. | Szófia, Levszki stadion               | Bulgária      | 0 – 0    | Románia       | barátságos   | -       | 72'                               |
| 18.     | 1974. október 13.    | Koppenhága, Idrætsparken Stadion      | Dánia         | 0 – 0    | Románia       | Eb-selejtező | -       |                                   |
| 19.     | 1975. március 19.    | Isztambul, İnönü Stadion              | Törökország   | 1 – 1    | Románia       | barátságos   | -       | 46'                               |
| 20.     | 1975. április 17.    | Madrid, Santiago Bernabéu stadion     | Spanyolország | 1 – 1    | Románia       | Eb-selejtező | -       | 42'                               |
| 21.     | 1975. szeptember 24. | Szaloniki, Kaftanzóglio Stadion       | Görögország   | 1 – 1    | Románia       | Balkán-kupa  | -       |                                   |
| 22.     | 1975. október 12.    | Bukarest, Augusztus 23. Stadion       | Románia       | 2 – 2    | Törökország   | barátságos   | 1       | 23'                               |
| 23.     | 1975. november 16.   | Bukarest, Augusztus 23. Stadion       | Románia       | 2 – 2    | Spanyolország | Eb-selejtező | 1       | 46' 80'                           |
| 24.     | 1975. november 29.   | Bukarest, Augusztus 23. Stadion       | Románia       | 2 – 2    | Szovjetunió   | barátságos   | -       |                                   |
| 25.     | 1975. december 17.   | Glasgow, Hampden Park                 | Skócia        | 1 – 1    | Románia       | Eb-selejtező | -       |                                   |
| 26.     | 1976. június 5.      | Milánó, Giuseppe Meazza Stadion       | Olaszország   | 4 – 2    | Románia       | barátságos   | -       | Csapatkapitány                    |
| 27.     | 1976. szeptember 22. | Bukarest, Augusztus 23. Stadion       | Románia       | 1 – 1    | Csehszlovákia | barátságos   | -       |                                   |
| 28.     | 1976. október 6.     | Prága, Stadion Letná                  | Csehszlovákia | 3 – 2    | Románia       | barátságos   | -       |                                   |
| 29.     | 1976. november 28.   | Bukarest, Augusztus 23. Stadion       | Románia       | 3 – 2    | Bulgária      | Balkán-kupa  | -       |                                   |
| 30.     | 1977. március 23.    | Bukarest, Steaua Stadion              | Románia       | 4 – 0    | Törökország   | Balkán-kupa  | 1       | 82'                               |
| 31.     | 1977. április 16.    | Bukarest, Steaua Stadion              | Románia       | 1 – 0    | Spanyolország | vb-selejtező | -       |                                   |
| 32.     | 1977. május 8.       | Zágráb, Maksimir Stadion              | Jugoszlávia   | 0 – 2    | Románia       | vb-selejtező | 1       | 44'                               |
| 33.     | 1977. augusztus 5.   | Teherán, Arjamehr Stadion             | Irán          | 0 – 0    | Románia       | barátságos   | -       |                                   |
| 34.     | 1977. augusztus 14.  | Rabat, Stade de FUS (MAR)             | Csehszlovákia | 1 – 3    | Románia       | barátságos   | 1       | 85'                               |
| 35.     | 1977. október 26.    | Madrid, Vicente Calderón Stadion      | Spanyolország | 2 – 0    | Románia       | vb-selejtező | -       | 86'                               |
| 36.     | 1977. november 13.   | Bukarest, Steaua Stadion              | Románia       | 4 – 6    | Jugoszlávia   | vb-selejtező | 1       | 40'                               |
| 37.     | 1978. április 5.     | Buenos Aires, Boca Juniors Stadion    | Argentína     | 2 – 0    | Románia       | barátságos   | -       |                                   |
| 38.     | 1978. május 3.       | Bukarest, Augusztus 23. Stadion       | Románia       | 2 – 0    | Bulgária      | Balkán-kupa  | 1       | 2'                                |
| 39.     | 1978. május 14.      | Bukarest, Augusztus 23. Stadion       | Románia       | 0 – 1    | Szovjetunió   | barátságos   | -       | Csapatkapitány                    |
| 40.     | 1978. május 31.      | Szófia, Levszki stadion               | Bulgária      | 1 – 1    | Románia       | Balkán-kupa  | 1       | 34'                               |
| 41.     | 1978. október 11.    | Bukarest, Steaua Stadion              | Románia       | 1 – 0    | Lengyelország | barátságos   | 1       | 10'                               |
| 42.     | 1978. október 25.    | Bukarest, Steaua Stadion              | Románia       | 3 – 2    | Jugoszlávia   | Eb-selejtező | 1       | 75' (11-esből)                    |
| 43.     | 1978. november 15.   | Valencia, Estadio Luís Casanova       | Spanyolország | 1 – 0    | Románia       | Eb-selejtező | -       | Csapatkapitány                    |
| 44.     | 1978. december 13.   | Athén, Leofóru Alexándrasz Stadion    | Görögország   | 2 – 1    | Románia       | barátságos   | -       | 65'                               |
| 45.     | 1978. december 19.   | Tel-Aviv, Bloomfield stadion          | Izrael        | 1 – 1    | Románia       | barátságos   | -       | Csapatkapitány                    |
| 46.     | 1979. augusztus 29.  | Varsó, Dziesięciolecia Stadion        | Lengyelország | 3 – 0    | Románia       | barátságos   | -       | Csapatkapitány                    |
| 47.     | 1980. augusztus 27.  | Bukarest, Augusztus 23. Stadion       | Románia       | 4 – 1    | Jugoszlávia   | Balkán-kupa  | 3       | 21' 55' (11-esből) 79' (11-esből) |
| 48.     | 1980. szeptember 10. | Várna, Jurij Gagarin stadion          | Bulgária      | 1 – 2    | Románia       | barátságos   | 1       | 71'                               |
| 49.     | 1980. szeptember 24. | Oslo, Ullevaal Stadion                | Norvégia      | 1 – 1    | Románia       | vb-selejtező | 1       | 13'                               |
| 50.     | 1980. október 15.    | Bukarest, Augusztus 23. Stadion       | Románia       | 2 – 1    | Anglia        | vb-selejtező | 1       | 75' (11-esből)                    |
| 51.     | 1981. március 25.    | Bukarest, Augusztus 23. Stadion       | Románia       | 2 – 0    | Lengyelország | barátságos   | 1       | 30' 63'                           |
| 52.     | 1981. április 8.     | Tel-Aviv, Bloomfield stadion          | Izrael        | 2 – 1    | Románia       | barátságos   | -       | Csapatkapitány                    |
| 53.     | 1981. április 15.    | Koppenhága, Idrætsparken Stadion      | Dánia         | 2 – 1    | Románia       | barátságos   | -       |                                   |
| 54.     | 1981. április 29.    | London, Wembley Stadion               | Anglia        | 0 – 0    | Románia       | vb-selejtező | -       |                                   |
| 55.     | 1981. május 13.      | Budapest, Népstadion                  | Magyarország  | 1 – 0    | Románia       | vb-selejtező | -       | 69'                               |
| 56.     | 1981. szeptember 23. | Bukarest, Augusztus 23. Stadion       | Románia       | 0 – 0    | Magyarország  | vb-selejtező | -       |                                   |
| 57.     | 1981. október 10.    | Bukarest, Augusztus 23. Stadion       | Románia       | 1 – 2    | Svájc         | vb-selejtező | -       |                                   |
|         | Összesen             |                                       |               | 57       | mérkőzés      |              | 21      | gól                               |